# Szczeliniec Mały
Szczeliniec Mały (niem. Kleiner Heuscheuer, czes. Malá  Hejšovina) – szczyt w Górach Stołowych, tworzący wraz z przylegającym do niego od wschodu Szczelińcem Wielkim jednolity masyw.
Szczeliniec Mały ma wysokość 895 m n.p.m. i wznosi się na około 200 m ponad środkowe piętro Gór Stołowych. Ma kształt zbliżony do ściętego w połowie wysokości stożka, zwieńczonego okrągłą koroną skalnych ścian, od wschodu przechodzącego w kilkukrotnie dłuższy masyw Szczelińca Wielkiego, od którego oddziela go płytka przełęcz o wysokości ok. 867 m n.p.m.
Wierzchowina Szczelińca Małego należy do najwyższej z trzech powierzchni zrównań Gór Stołowych. Zbudowana jest z płasko ułożonych górnokredowych piaskowców ciosowych opadających we wszystkich kierunkach pionowymi ścianami kilkudziesięciometrowej wysokości. Odmiennie niż sąsiedni Szczeliniec Wielki nie posiada systemu szerokich i głębokich spękań na kształt "skalnego miasta".
U podnóża Szczelińca Małego od strony Pasterki, na przełomie 1790/1791 przed spodziewanym konfliktem pomiędzy Prusami a Austrią zbudowano niewielki fort, Baterię nad Pasterką, opuszczony w 1806 r.
Szczeliniec Mały nigdy nie był udostępniany masowej turystyce, tak jak Szczeliniec Wielki. Również obecnie jest całkowicie zamknięty dla ruchu turystycznego, a na jego obszarze utworzony jest rezerwat przyrody.

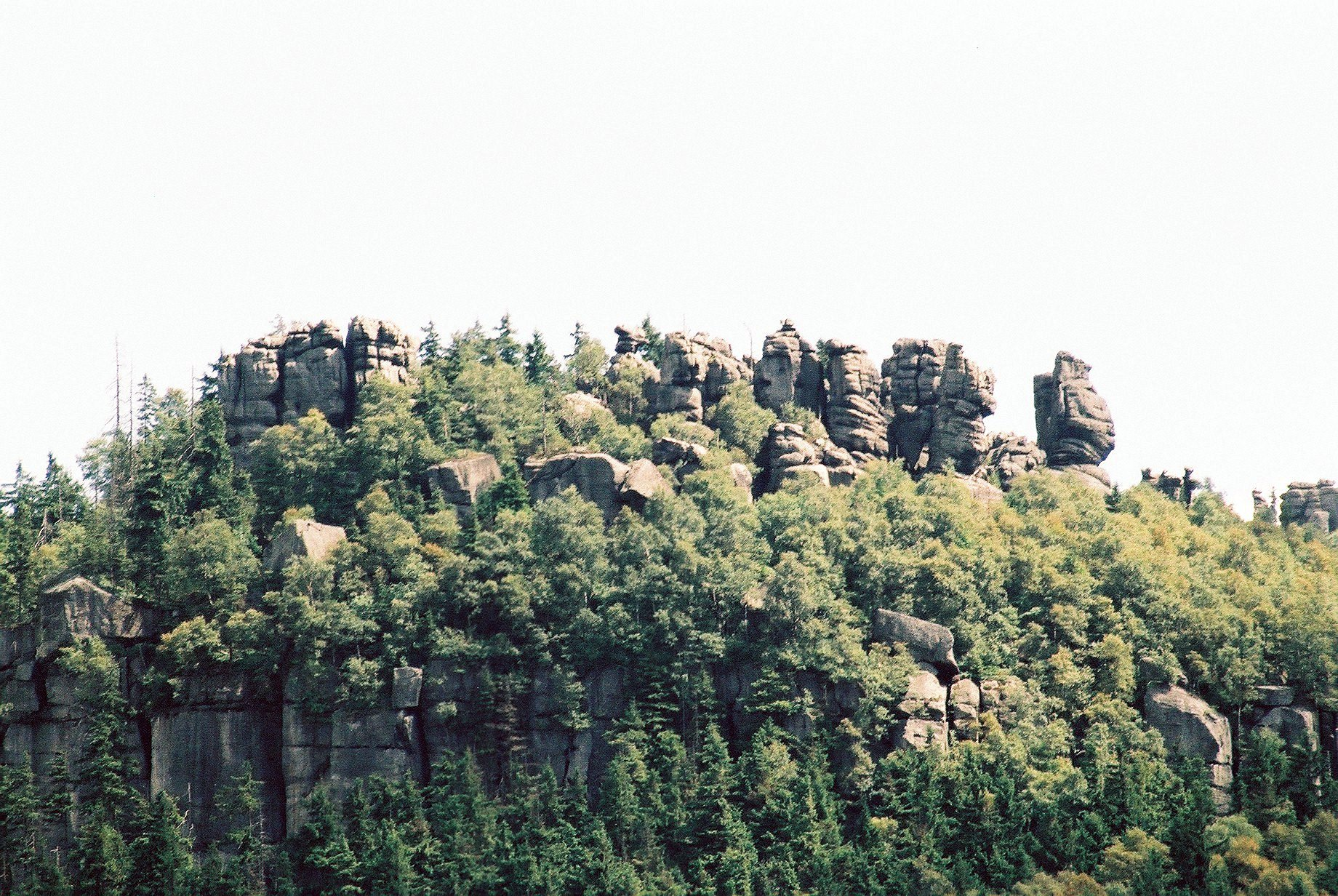
Formy skalne na skraju korony Szczelińca Małego